# 大聖観音寺

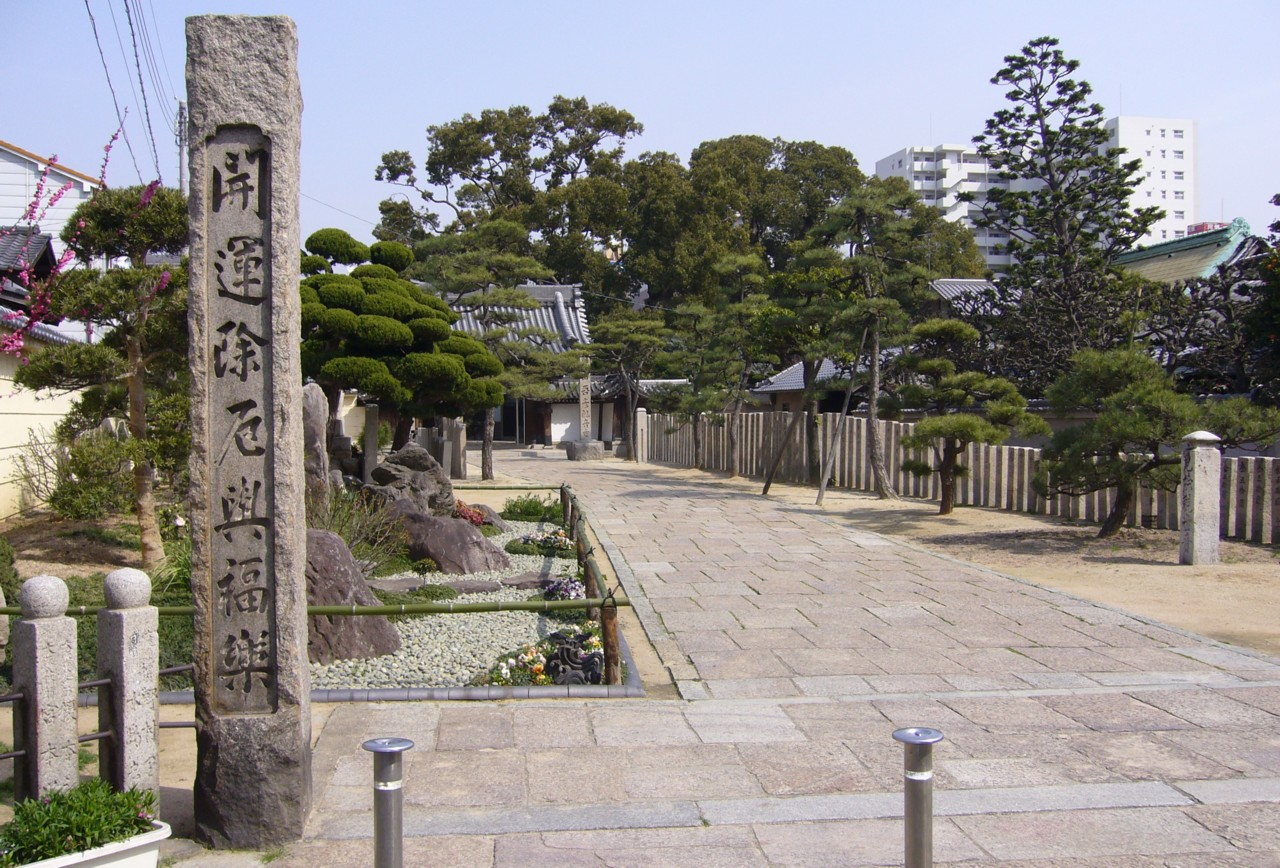
西側入口（2006年3月撮影）

大聖観音寺（だいしょうかんのんじ）は、大阪市住吉区我孫子にある観音宗の総本山の寺院。山号は吾彦山。本尊は聖観音菩薩。日本最古の観音菩薩の霊場だとされる。通称あびこ観音。西門付近の石柱は吾彦観音寺の表記となっている。あびこの名は、この地の豪族、依網吾彦（よさみのあびこ）に由来するといわれる。

## 歴史
百済と交易をしていた依網吾彦の一族が百済の聖明王から一寸八分の観音像を贈られ、欽明天皇7年（546年）にこの地の人々がその像を祀る堂を建てた。そして、推古天皇14年（607年）に聖徳太子がその観音像を祀る観音寺を建立したとされる。
慶長20年（1615年）の大坂夏の陣の際には、真田信繁の攻撃を受けて逃げてきた徳川家康をかくまったという。江戸時代には最盛期を迎え、塔頭寺院が36を数えるに至った。
中世以来、当寺は大依羅神社の神宮寺となっていたが、明治時代になると神仏分離によって分離された。
1881年（明治14年）、火災に遭い、多くの寺宝と共に焼失したが、1890年（明治23年）から再建し、復興を果たした。
1947年（昭和22年）5月18日、真言宗山階派より独立し、観音宗を設立した。

## 境内
- 本堂 - 1897年（明治30年）再建。
- 白龍池 - 2018年（平成30年）10月拡張工事完成。
- 金辰殿 - 1982年（昭和57年）建立。
- 西国三十三所石仏群 - 1982年（昭和57年）建立。
- 庫裡 - 1898年（明治31年）再建。
- 護摩堂 - 1978年（昭和53年）建立。油之不動明王を祀る。
- 福聚地蔵堂
- 南門
- 大日堂 - 1984年（昭和59年）建立。
- 稲荷社
- 西門（正門） - 1902年（明治35年）再建。

## 文化財

### 大阪市指定保存樹
- 観自在大楠 - 樹齢800年のクスノキ。

## 年中行事
- 2月1日 - 7日 節分厄除大法会
- 2月2日 - 4日 厄除護摩加持祈祷
- 2月3日 - 節分厄除大法会。本尊が開帳されて厄除開運などを願う多くの参拝者で賑わう。

1月・2月に行われる護摩祈祷がよく知られている。修験道形式の天蓋護摩（てんがいごま）で、奉書などで作られた紙製の天蓋を護摩炉の上に吊す。天蓋は護摩炉の炎が近くに至っても燃えないという。節分期間中は、2つの最寄り駅であるJR西日本阪和線我孫子町駅～Osaka Metro御堂筋線あびこ駅間を結ぶ道路など、当寺周辺を囲む道に多数の屋台が出店するため大阪シティバスの路線の一部(54A・54B/54D・63号系統)が運休する。

## 御祈祷
- 御祈祷は、本堂と護摩堂で行われている。本堂での御祈祷は年間を通して行われている。
- 本堂での御祈祷の申し込み者は、御祈祷の儀式への立ち会いはできない。御祈祷は後日に行われる。申し込み時に御祈祷料と郵送される御札の送料を併せた金額を納める。
- 1月・2月に護摩堂で行われる護摩祈祷は、申し込み者の御祈祷への立ち会いは可能。御祈祷の後、御祈祷を受けた御札を手渡される。

## 交通アクセス
- Osaka Metro御堂筋線あびこ駅から徒歩3分
- JR西日本阪和線我孫子町駅から徒歩5分

かつては阪堺電気軌道（阪堺線）我孫子道停留場、南海電気鉄道（高野線）我孫子前駅も当寺院へのアクセス機能を有していたが、上記2駅の開業によってその役割を終えている。